# Titularbistum Vicus Pacati
Vicus Picati (lat.: Vico di Pacato) ist ein Titularbistum der römisch-katholischen Kirche.
Der antike Bischofssitz lag in Numidien, einer historischen Landschaft in Nordafrika, die weite Teile der heutigen Staaten Tunesien und Algerien umfasst.
| Titularbischöfe von Vicus Picati |                               |                                                                              |                   |                   |
| Nr.                              | Name                          | Amt                                                                          | von               | bis               |
| 1                                | Tomás Balduino OP             | Koadjutorprälat von Santíssima Conceição do Araguaia (Brasilien)             | 15. August 1967   | 10. November 1967 |
| 2                                | Johannes Joachim Degenhardt   | Weihbischof in Paderborn (Deutschland)                                       | 12. März 1968     | 4. April 1974     |
| 3                                | Adolfo Hernández Hurtado      | Weihbischof in Guadalajara (Mexiko) Emeritierter Bischof von Zamora (Mexiko) | 13. Dezember 1974 | 15. Oktober 2004  |
| 4                                | Paul Hwang Cheol-soo          | Weihbischof in Pusan (Südkorea)                                              | 17. Januar 2006   | 21. November 2007 |
| 5                                | Ariel Edgardo Torrado Mosconi | Weihbischof in Santiago de Estero (Argentinien)                              | 22. November 2008 | 12. Mai 2015      |